# Nicrophorus validus
Nicrophorus validus är en skalbaggsart som beskrevs av Gaston Portevin 1920. Nicrophorus validus ingår i släktet Nicrophorus och familjen asbaggar. Inga underarter finns listade i Catalogue of Life.